# 여행의 노래 (Mr.Children의 노래)
〈여행의 노래〉(旅立ちの唄 타비다치노우타[*])는 Mr.Children의 31번째 싱글이다. 2007년 10월 31일에 토이즈팩토리에서 발매했다.

## 개요
- 전작 〈페이크〉로부터, 약 9개월 만에 발매하는 싱글이다.
- 오리콘 차트에서는 첫 주 순위 1위를 획득해, 5번째 싱글 〈innocent world〉부터 27작품 연속 1위를 차지했다. 2007년도 연간차트에서는 8위를 차지했다.

## 수록곡
1. 旅立ちの唄(여행의 노래)
영화 《연공》의 주제가이다.
2. 羊、吠える(양, 으르렁거리다)
3. いつでも微笑みを from HOME TOUR 2007.06.15 NAGOYA(언제나 미소를)